# Ультракомпактні карликові галактики
Ультракомпактні карликові галактики (англ. Ultra Compact Dwarf galaxies — UCD) — класс дуже компактних галактик, дещо більших за кулясті скупчення, які містять близько 108 зір при характерному поперечному розмірі 50 пк. Існує думка про те, що це ядра колишніх карликових еліптичних галактик, що втратили зовнішню частину зір після прольоту через центральну частину багатих скупчень галактик. Цей клас є малодослідженим, і потребує детального вивчення[джерело?].

## Відкриття й дослідження
На початку XXI сторіччя на новому поколінні телескопів за допомогою спектроскопічних спостережень вдалося виявити об'єкти набагато менші, ніж карликові галактики, але більші та яскравіші за кулясті скупчення. Їх назвали ультракомпактними карликовими галактиками. Природа їх утворення перебуває під питанням, оскільки великі кулясті скупчення мають бути нестабільними, тоді як час, потрібний для утворення галактики з масою до 107 M☉ перевищує вік Всесвіту. 
Було висунуто три версії їх утворення: дуже маленькі справжні галактики, утворення яких вважалося неможливим (через брак знань); кілька кулястих скупчень, що зіткнулися та об'єдналися в одне утворення; рештки карликових галактик, що втратили свою зовнішню частину внаслідок взаємодії з масивнішими галактиками. 
Із цих трьох версій дві дуже слабко корелюють із теоретичними уявленнями про їхню морфологію. Варіант про те, що це «майже неможливі» карликові галактики, які утворилися навколо першородних флуктуацій, чи варіант, що це декілька кулястих скупчень, що зіткнулись, руйнуються тим, що ці галактики лежать вище теоретичної кривої для своєї маси на графіку «маса—світність», і причиною цього може бути масивна чорна діра, яка перебуває у центрі галактики й збільшує її повну масу. Третій варіант, виходячи із попереднього, найбільш точно описує утворення цих об'єктів на даний момент, тому що каже про те, що ультракомпактні карлики - це ядра карликових галактик, які через взаємодію з масивнішими галактиками втратили зовнішню оболонку.
Велика група астрофізиків, у якій серед інших були російські дослідники Антон Афанасьєв та Ігор Чілінгарян, тривалий час досліджувала галактику UCD3 зі скупчення Печі, яка є однією з найкраще вивчених таких галактик. За допомогою спектрографа SINFONI, встановленого на Дуже великому телескопі у Паранальській обсерваторії, вони спостерігали за цією галактикою дуже тривалий час. Під час дослідження було виявлено, що загальної маси зір вочевидь недостатньо, щоб поблизу центру галактики вони оберталися настільки швидко, тому було вирішено додати до моделі надмасивну чорну діру. Виявилося, що її маса має бути близько 3,3 млн M☉. Це означало, що при різниці мас нашої Галактики та UCD3 в 100 разів, маси їх центральних чорних дір майже однакові. Цей висновок свідчить на користь третього варіанту утворення ультракомпактних карликових галактик, оскільки орієнтовна маса цієї чорної діри відносно маси всіх зір UCD3 становить близько 4%, а такі діри просто не можуть утворитись у настільки маленькій галактиці.
UCD знаходили поміж іншим у скупченнях Діви, Печі, Abell 1689 та Волосся Вероніки.

## Приклади
- UCD3
- M60-UCD1
- M59-UCD3